# 3431 Nakano
3431 Nakano је астероид главног астероидног појаса чија средња удаљеност од Сунца износи 3,095 астрономских јединица (АЈ).
Апсолутна магнитуда астероида је 10,3.